# Berger Dorfstraße 35 (Mönchengladbach)

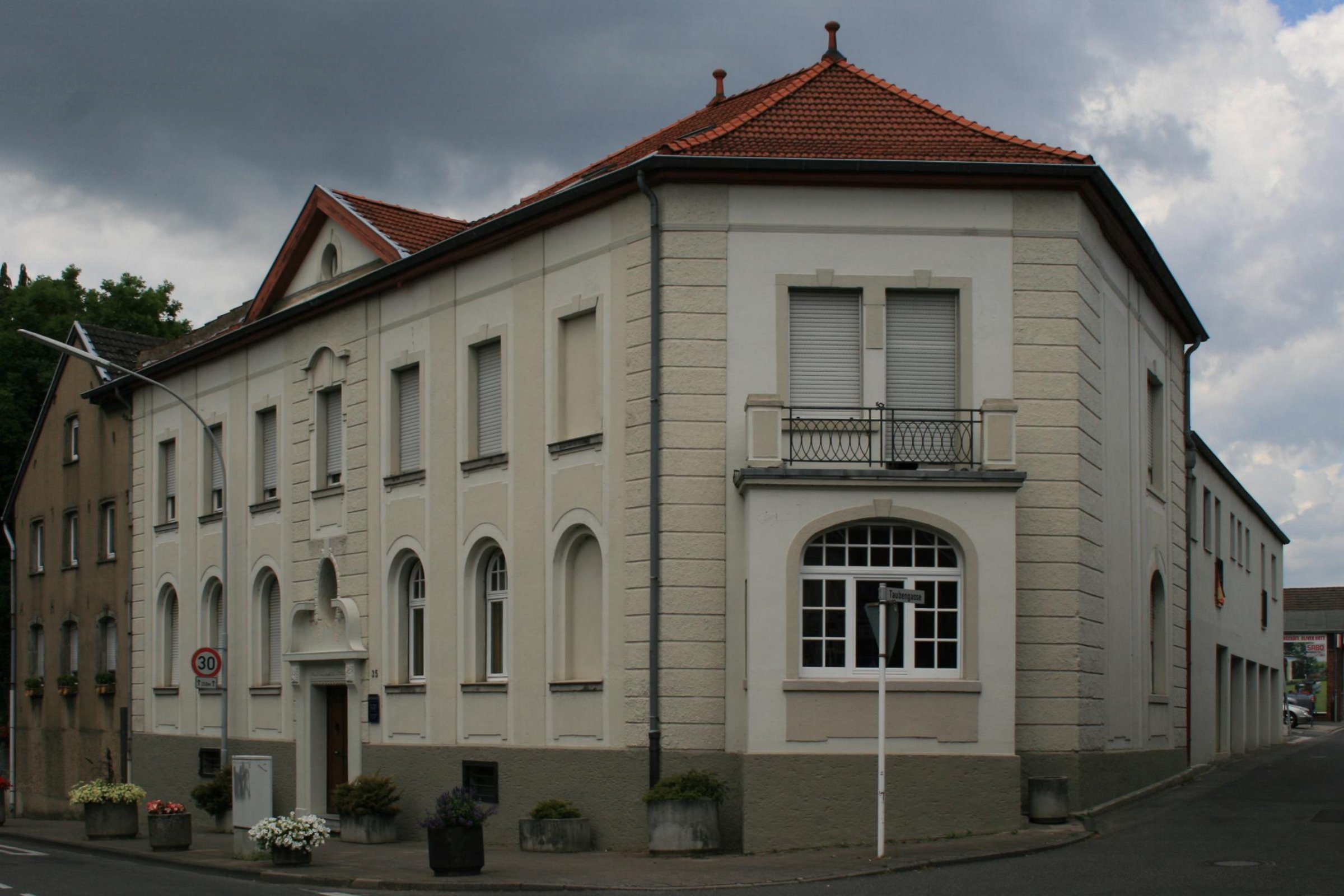
Wohnhaus (2010)

Das Wohnhaus Berger Dorfstraße 35 steht im Stadtteil Wickrathberg in Mönchengladbach (Nordrhein-Westfalen).
Das Haus wurde Ende des 19. Jahrhunderts erbaut. Es ist unter Nr. B 036 am 14. Oktober 1986 in die Denkmalliste der Stadt Mönchengladbach eingetragen worden.

## Architektur
Das Wohnhaus ist ein zweigeschossiges Traufenhaus von sieben Achsen aus Backstein. Das Haus hat ein flachgeneigtes einseitig abgewalmtes Satteldach. Es zeigt abgeschrägte Gebäudeecken und eine in spitzen Winkel zurücklaufende Seitenfront. Das ursprüngliche Bürogebäude der Weberei Barten wurde 1908 zum Wohnhaus umgebaut und die rechte Haushälfte zu größerer Bautiefe erweitert.